# Cheiloneurus dubius
Cheiloneurus dubius is een vliesvleugelig insect uit de familie Encyrtidae. De wetenschappelijke naam is voor het eerst geldig gepubliceerd in 1885 door Howard.